# Wubi
Wubi (Windows based Ubuntu Installer) is een programma dat Ubuntu kan installeren in de bootloader van Windows.
Wubi is opgenomen in Ubuntu vanaf versie 8.04 (Hardy Heron). De bedoeling is dat Wubi de overstap van Windows-gebruikers naar de opensource-Linuxdistributie Ubuntu vergemakkelijkt. Met Wubi is herpartitionering van de harde schijf niet nodig om Ubuntu te installeren. Wubi gebruikt minimaal 5 GB voor het installeren van Ubuntu op de Windows (NTFS)-partitie.

## Functies
Wubi heeft ondersteuning voor:
- Automatisch aanmaken van een gebruiker.
- Ubuntu, Kubuntu, Xubuntu, Edubuntu, Lubuntu en Mythbuntu.
- Taalselectie voor de Ubuntu-installatie.

## Ubuntu opstarten en verwijderen
Na installatie/heropstarten krijgt de computergebruiker de keuze in de Windows-bootloader om Ubuntu te draaien in plaats van Windows. Met Wubi kan men dus Ubuntu 'native' (niet als virtuele machine) draaien, zonder harde schijf herpartitionering en zonder installatie van een externe bootloader zoals GRUB. De schijftoegang is slechts marginaal trager dan bij installatie op een native partitie, aldus de ontwikkelaars.
De Ubuntu-installatie met behulp van Wubi kan zonder problemen verwijderd worden door in het Windows-configuratiescherm Wubi te verwijderen.

## Bekende problemen
- Hibernatie- en suspend-modus werkt niet.[1]
- Het Wubi-bestandssysteem is gevoelig voor stroomonderbrekingen en kan zo een corrupt systeem veroorzaken.
- Het verwijderen van Ubuntu lukt soms niet via het Configuratiescherm.
- Werkt niet met Ubuntu Studio.
- De toegangstijd voor de harde schijf is eerder traag.